# Litóchoro
Litóchoro (en grec moderne : Λιτόχωρο / Litóchôro ou Λιτόχωρον / Litóchôron) est une ville et une ancienne municipalité située dans la partie méridionale de l'ancienne préfecture de Piérie, célèbre pour être au pied du mont Olympe. La ville est à une distance environ de 90 km de Thessalonique, dans l'ouest du golfe Thermaïque. La première mention de Litóchoro apparaît à propos d'un voyage de saint Dionysos (Άγιος Διονύσιος ο εν Ολύμπω). C'est une ville populaire pour ceux souhaitant escalader le mont Olympe ; presque tous les itinéraires s'élevant commencent au sud-ouest de Litóchoro.

## Administration
Depuis 2010, l'ancienne municipalité a été fusionnée avec ses voisines pour former la nouvelle municipalité de Dion-Olympe (en).

## Géographie et information
Litóchoro est située à 22 kilomètres au sud de Kateríni, 90 kilomètres au sud-sud-ouest de Thessalonique, 58 kilomètres au nord de Larissa et 420 kilomètres à l'ouest-nord-ouest d'Athènes, sur les pentes orientales du mont Olympe, considéré dans la mythologie grecque comme la résidence des douze dieux de l'Olympe.
Les pins, cèdres et sapins des forêts des pentes de Olympe s'élèvent au sud-ouest et au nord-ouest. Une grande partie de la terre autour de Litóchoro, en particulier au sud, reste non cultivée. Les champs sont prédominants au nord.
Litóchoro a plusieurs restaurants et cafétérias.

## Pláka de Litóchoro
À l'est de la ville de Litóchoro il y a un secteur côtier prolongé, connu sous le nom de Pláka ou (Πλάκα Λιτοχώρου / Pláka Litochốrou), s'étendant du pied d'Olympe jusqu'au golfe Thermaïque et de Leptokarya au sud à Gritsa au nord. Une partie de la route nationale E75 traverse le secteur de Pláka, dans le sud de Litóchoro. La côte se compose principalement des plages sablonneuses avec des sources de bord de la mer, bordées d'hôtels, de campings, de restaurants et de bars de plage, qui fonctionnent la plupart du temps pendant la saison d'été, de juin à septembre. Dans le secteur de Pláka il y a beaucoup de résidences privées, de luxueuses villas mais aussi de petites maisons plus modestes.

## Sports
La ville accueille l'arrivée de l'Olympus Marathon en juin depuis 2004.

## Galerie de photos

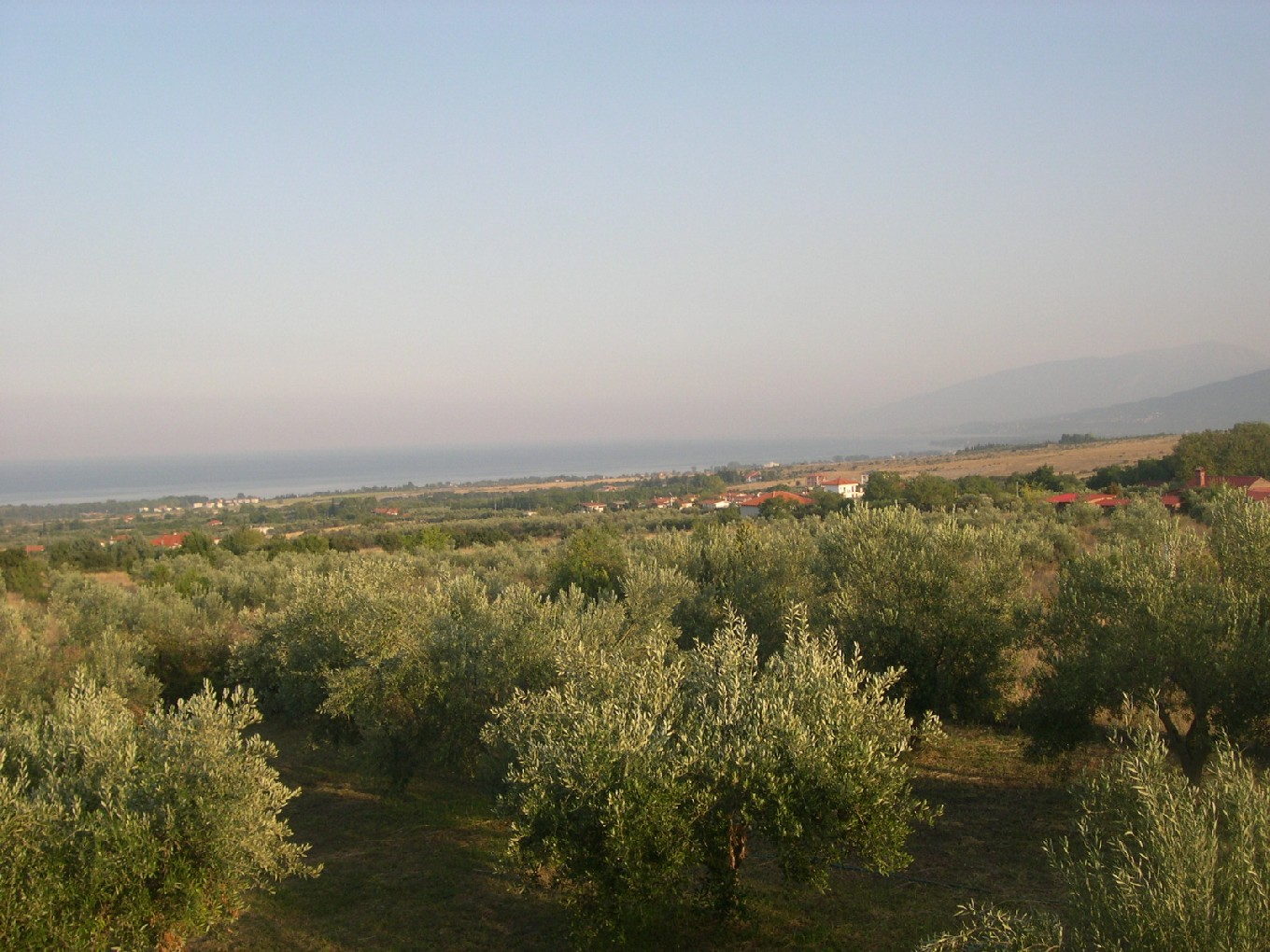
Vue de Plaka, à l'est de Litóchoro
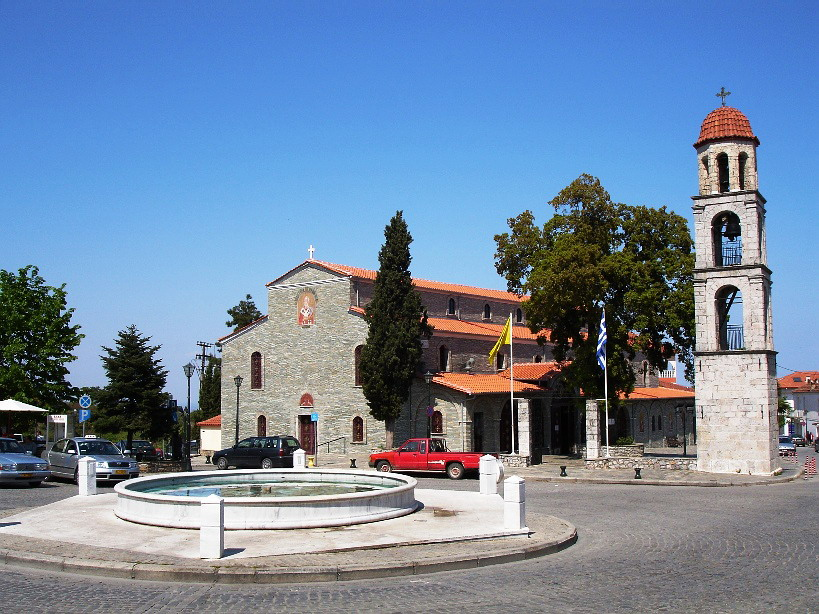
L'église Agios Nikolaos, sur la place centrale
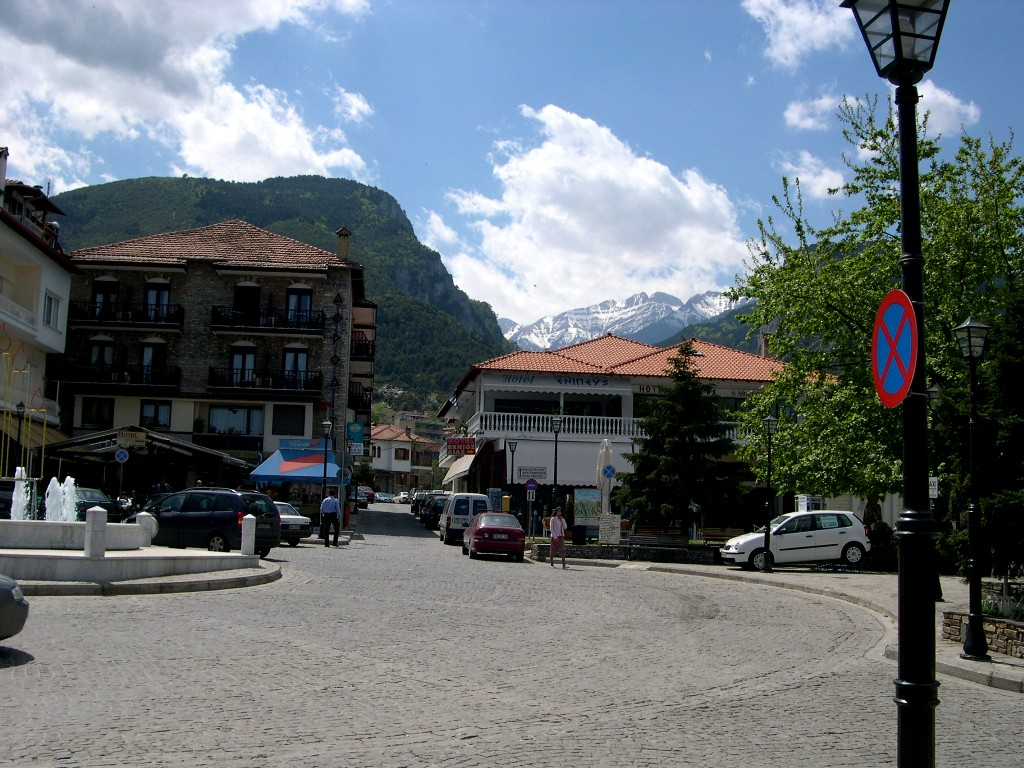
La place centrale de Litóchoro
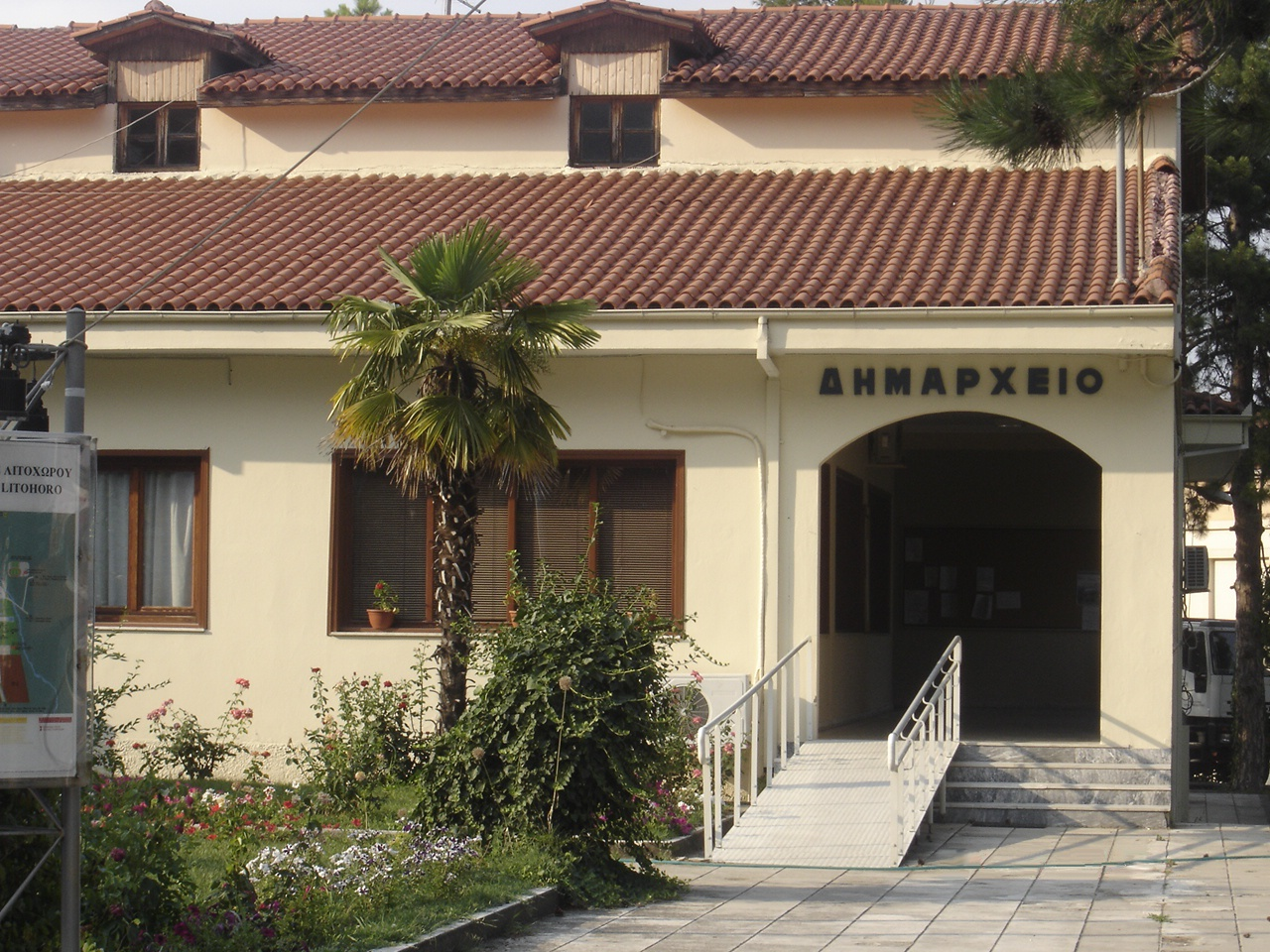
L'hôtel de ville de Litóchoro